# Home Fleet

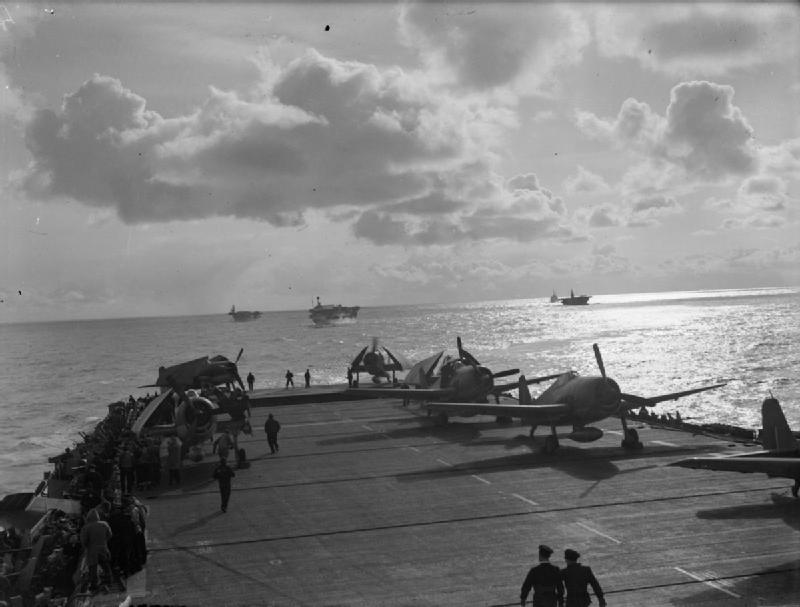
Schepen van de Britse Home Fleet in 1944

De Home Fleet was de naam van het deel van de Royal Navy dat opereerde in de wateren rond Groot-Brittannië. De vloot bestond tussen 1902 en 1967.

## Voor de Tweede Wereldoorlog
Op 1 oktober 1902 werd de Home Fleet opgericht. Op 14 december 1904 werd de naam Channel Fleet veranderd in Atlantic Fleet en de Home Fleet werd Channel Fleet. In 1909 werd de Home Fleet onder admiraal Sir William May hervormd. Hij werd in 1911 opgevolgd door admiraal Sir George Callaghan. Op 4 augustus 1914 werd admiraal John Jellicoe benoemd tot bevelhebber van de vloot, en de vloot werd hernoemd tot Grand Fleet.
De naam 'Home Fleet' kwam in maart 1932 opnieuw in gebruik, nu als naam voor de Atlantic Fleet. Bevelhebber was in 1933 admiraal Sir John Kelly. De vloot bestond uit het vlaggenschip HMS Nelson en uit het 2e Battle Squadron (vijf slagschepen), het Battlecruiser Squadron (HMS Hood en HMS Renown), het 2e Cruiser Squadron, drie torpedojagereenheden met in totaal 27 torpedojagers, een onderzeeëreenheid bestaande uit zes onderzeeërs, twee vliegkampschepen en ondersteunende schepen.

## Tweede Wereldoorlog
Gedurende de Tweede Wereldoorlog was de Home Fleet de voornaamste formatie van de Royal Navy in de Europese wateren. Op 3 september 1939 bestond de Home Fleet uit het vlaggenschip HMS Nelson, het 2e Battle Squadron, het Battle Cruiser Squadron, het 18e Cruiser Squadron, torpedojagers, onderzeeërs en de vliegkampschepen HMS Ark Royal, HMS Furious en HMS Pegasus.

De voornaamste taak van de Home Fleet was de Duitse Kriegsmarine te beletten haar havens aan de Noordzee te verlaten. Voor dit doel werd de marinebasis Scapa Flow gemoderniseerd.
De twee belangrijkste verliezen die de Home Fleet in de Tweede Wereldoorlog leed waren het tot zinken brengen van het slagschip HMS Royal Oak en de slagkruiser HMS Hood. De HMS Royal Oak werd door de Duitse U-boot U 47 in Scapa Flow tot zinken gebracht en de HMS Hood werd door het Duitse slagschip Bismarck tijdens de Zeeslag in de Straat Denemarken vernietigd.
De operatiegebieden van de Home Fleet waren niet specifiek omschreven en eenheden werden vaak aan andere vloten uitgeleend. Het zuidelijk deel van de Noordzee en Het Kanaal vielen onder aparte commando’s. De hevigheid van de Slag om de Atlantische Oceaan leidde tot de oprichting van de Western Approaches Command. Na de vernietiging van het Duitse slagschip Tirpitz kreeg de Home Fleet een lagere prioriteit en werden de zware eenheden naar het Verre Oosten gestuurd.

## Na de Tweede Wereldoorlog
Na de Tweede Wereldoorlog was de Home Fleet verantwoordelijk voor de bescherming van de Britse territoriale wateren en ook voor het noordelijk en zuidelijk Atlantisch gebied. Vanwege de Koude Oorlog kreeg de bescherming van het noordelijk deel van de Atlantische Oceaan tegen de Sovjet-Unie prioriteit. Al in juni en juli 1949 vond een gezamenlijke oefening plaats met de Franse marine en de Nederlandse marine.
In 1953 kreeg de bevelhebber van de Home Fleet naast zijn taak ook de NAVO-functie van Commander-in-Chief van Eastern Atlantic Command, dat was gevestigd in Northwood Headquarters in het noordwesten van Londen. De bevelhebber had daarnaast zijn zetel in Portsmouth. In 1960 werd deze vestiging naar Northwood overgeplaatst en in 1966 werd ook het NAVO Chanel Command overgeplaatst van Portsmouth naar Northwood.
De Home Fleet werd in 1967 met de Mediterranean Fleet samengevoegd. Deze formatie ging verder onder de naam British Western Fleet.

## Bevelhebbers Home Fleet
De bevelhebbers van de Home Fleet waren:
- Admiraal Sir John Kelly (1932 – 1933)
- Admiraal Sir William Boyle (1933 – 1935)
- Admiraal Sir Roger Backhouse (1935 – 1938)
- Admiraal Sir Charles Forbes (1939 – 1940)
- Admiraal Sir John Tovey (1940 – 1942)
- Admiraal Sir Bruce Fraser (1942 – 1944)
- Admiraal Sir Henry Moore (14 juni 1944 – 24 november 1945)
- Admiraal Sir Edward Syfret (1945 – 1948)
- Admiraal Sir Rhoderick McGrigor (1948 – 1950)
- Admiraal Sir Philip Vian (1950 – 1952)
- Admiraal Sir George Creasy (1952 – 1954)
- Admiraal Sir Michael Denny (1954 – 1955)
- Admiraal Sir John Eccles (1955 – 1958)
- Admiraal Sir William Davis (1958 – 1960)
- Admiraal Sir Wilfrid Woods (1960 – 1963)
- Admiraal Sir Charles Madden (1963 – 1965)
- Admiraal Sir John Frewen (1965 – 1967)